# Muscle thyro-aryténoïdien
Le muscle thyro-aryténoïdien est un muscle strié viscéral pair du larynx, situé dans l'épaisseur du pli vocal.

## Description
Le muscle thyro-aryténoïdien est constitué de trois parties :
- une partie externe ou superficielle
- une partie thyro épiglottique
- le muscle vocal.

## Partie externe
La partie externe ou muscle thyro-aryténoïdien principal (ou proprement dit) nait sur la partie inférieure de l'angle rentrant du cartilage thyroïde.
Ses fibres s'étendent en éventail jusqu'à la face antéro-latérale du cartilage aryténoïde.
Une partie de ces fibres constituent un faisceau prismatique, triangulaire et épais dans l'épaisseur du pli vocal, qui se termine sur la face antéro-latérale du processus vocal du cartilage aryténoïde dans la fossette oblongue formant le muscle thyro-aryténoïdien inférieur.
Quelques fibres  accessoires s'en détachent :
- des fibres se terminant sur la membrane quadrangulaire (le muscle thyro-membraneux),
- des fibres se terminant sur le cartilage corniculé  (le muscle thyro-corniculé),
- des fibres se terminant sur le cartilage cunéïforme (le muscle thyro-cunéïforme).

## Partie thyro-épiglottique
La partie thyro-épiglottique est constituée des fibres qui se prolongent dans le pli ary-épiglottique. Certaine fibres se prolongent jusqu'à l'épiglotte. Cette partie est parfois nommée muscle thyro-épiglottique dans la littérature.

## Muscle vocal
.Le muscle vocal est constitué de la partie supérieure de muscle thyro-aryténoïdien.
On peut lui distinguer deux couches très intriquées : une latérale et une médiale.
La couche latérale est formée par les muscles thyro-membraneux et thyro-épiglottique.
La couche médiale correspond au muscle thyro-aryténoïdien inférieur et constituant le muscle vocal proprement dit.

## Innervation
Le muscle thyro-aryténoïdien est innervé par le nerf laryngé récurrent.

## Action
Ce muscle est destiné à rigidifier les ligaments vocaux.
Il permet aussi de produire des basses fréquences, les sons graves, en se raccourcissant et en s’épaississant.
Incidemment, ces propriétés musculaires  permettent aussi le relâchement des couches de tissus supérieurs des plis vocaux.